# Porto (Piauí)
Porto es un municipio brasileño del estado del Piauí. 

## Distancia y festividades

### Distancia de Teresina
Distancia de la capital: 190 km

### Festividades
Puerto Juerga (Carnaval) Inicio de febrero
Fiesta del Oscar - Mes de junio
Festejos de São Francisco 25/09 a 04/10.
Festejos de Nuestra Señora de la Concepción - 28/11 a la 8/12.
Nuestra Señora de la Concepción es la patrona de Puerto. Sus festividades se inician el 28 de noviembre finalizando el 8 de diciembre.

## Geografía
Se localiza a una latitud 03º53'36" sur y a una longitud 42º42'36" oeste, estando a una altitud de 38 metros. Su población estimada en 2004 era de 11 941 habitantes (IBGE 2009).
Posee un área de 243,48 km².